# غريغ كونينغهام (سياسي)
غريغ كونينغهام (بالإنجليزية: Gregg Cunningham)‏ هو سياسي أمريكي، ولد في 30 مايو 1947 في لويستاون في الولايات المتحدة. نشط حزبياً في الحزب الجمهوري. وقد انتخب عضو مجلس نواب بنسيلفانيا.